# Klooster Bloemkamp

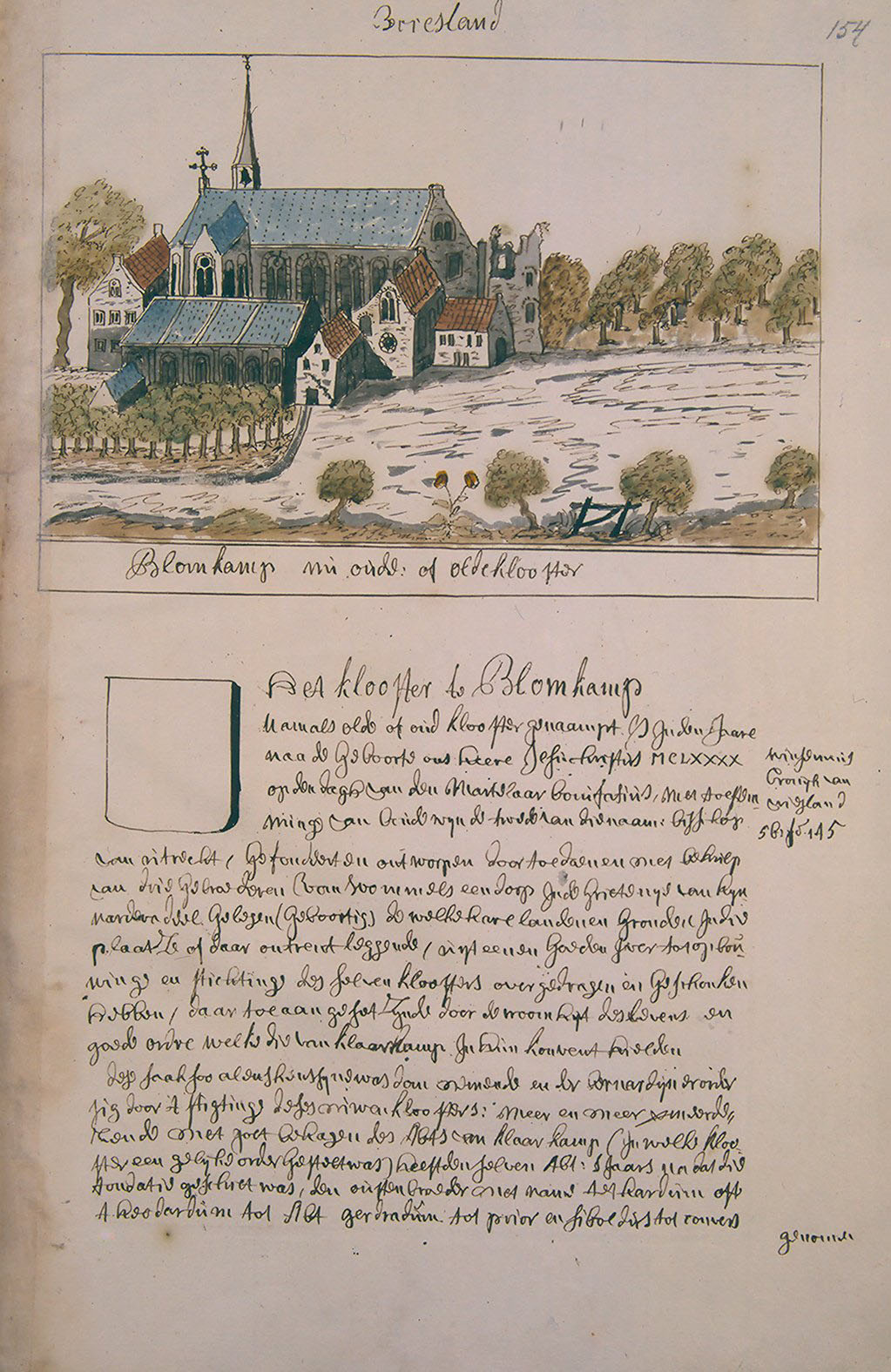
Klooster Bloemkamp, uit de Atlas Schoemaker, 1710-35

Klooster Bloemkamp (Latijn: Floridus Campus) of Oldeklooster was een klooster dicht bij Hartwerd, noordoostelijk van Bolsward van de Bernardijnen of Schiere monniken.

## Ontstaan
Het klooster is in 1191 vanuit het Klooster Klaarkamp gesticht door de monniken Tetardus, Herdradus en Syboldus en werd door Boudewijn van Holland, bisschop van Utrecht, ingewijd. De eerste abt was Tetardus. Het klooster kreeg op veel plaatsen land in bezit (onder meer door inpoldering van stukken Middelzee) en beschikte ook over een aantal kerken. In 1233 werd door Dodo, de toenmalige abt van Bloemkamp het vrouwenklooster Nijeklooster gesticht bij Scharnegoutum waar het ook met dijkwerken belast was. In de 14e eeuw koos het klooster partij voor de Schieringers in het geschil tussen de Schieringers en Vetkopers.

## Beleg van Oldeklooster
In april 1535, op tweede paasdag, werd het klooster bezet door 800 Wederdopers, die er zich verschansten tegen de vervolging door het Habsburgse bestuur. Stadhouder Georg Schenck van Toutenburg riep de Landstorm op en sloeg een beleg rond het klooster, dat tien dagen duurde. Toen het complex ten slotte werd ingenomen, werden de overlevende Wederdopers standrechtelijk geëxecuteerd. Dit gebeuren staat bekend als het Beleg van Oldeklooster.

## Einde
In 1572 werd het klooster door de Geuzen overmeesterd, geplunderd en verwoest. In de kerk van Hidaard bevindt zich het graf van de laatste abt, Thomas van Groningen.

## Huidig situatie en gebouwen
Voor zover te zien is niets van de kloostergebouwen bewaard gebleven. De plaatsnaam Oldeklooster is echter nog steeds in gebruik. Op de oude kloosterterp staat nu de boerderij Bloemkamp, samen met nog een andere boerderij.